# Mikołaj Andrzej Pac
Mikołaj Andrzej Pac herbu Gozdawa (zm. w 1713 roku) – starosta kowieński w latach 1676–1708.
Poseł sejmiku kowieńskiego na sejm koronacyjny 1676 roku, sejm zwyczajny 1677 roku, poseł na sejm 1678/1679 roku.